# Стейн Спірінгс
Стейн Спірінгс (нід. Stijn Spierings, нар. 12 березня 1996, Алкмаар, Нідерланди) — нідерландський футболіст, центральний півзахисник данського клубу «Брондбю».

## Ігрова кар'єра

### Клубна
Стейн Спірінгс народився у місті Алкмаар і займатися футболом почав у місцевому клубі АЗ. Та зігравши в основі клуба лише два матчі, Спірінгс відправився в оренду у клуб «Спарта» з Роттердама. Де зіграв чималу роль у поверненні клубу до Ередивізі. Влітку 2016 року як вільний агент Спірінгс підписав зі «Спартою» повноцінний контракт. Паралельно з цим футболіст виступав за дубль «Спарти» «Йонг Спарта».
На початку 2019 року Спірінгс перейшов до клубу «Валвейк». Разом з яким також став переможцем Еерстедивізі. Другу половину сезону 2019/20 півзахисник провів у Болгарії, де виступав у клубі «Левські».
Після чого влітку 2020 року Спірінг підписав трирічний контракт з клубом французької Ліги 2 «Тулузою». 17 жовтня він зіграв перший матч у новій команді. За результатами сезону 2021/22 Спірінгс разом з командою підвищився в класі, вийшовши до Ліги 1.
У червні 2023 року підписав контракт на чотири роки з іншим клубом Ліги 1 — «Лансом».

### Збірна
З 2012 року Стейн Спірінгс виступав за юнацькі збірні Нідерландів різних вікових категорій.

## Досягнення
Спарта (Роттердам)
- Переможець Еерстедивізі: 2015/16[7]

Тулуза
- Переможець Ліги 2: 2021/22[8]
- Володар Кубка Франції: 2022/23